# Žygimont VAZA
Žygimont VAZA – białoruska grupa muzyczna z Mińska tworząca w stylu klasycznego rocka.

## Charakterystyka

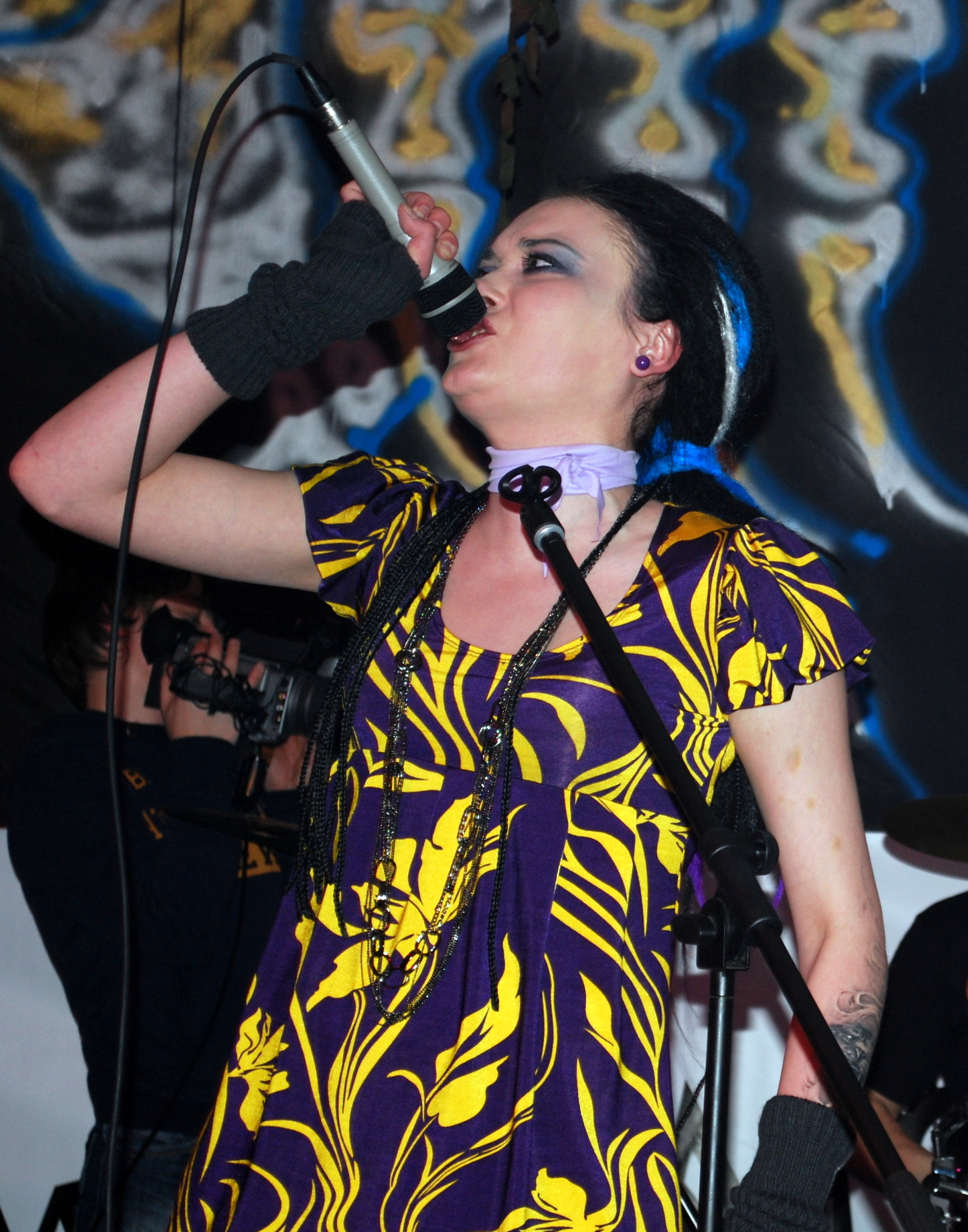
Wolha Samusik w lutym 2010 roku

Grupa została założona w 1987 roku i początkowo występowała pod nazwą „Bastinda”. W 1989 roku zmienia nazwę na obecną. Pierwotnie w skład zespołu wchodzili: Siarhiej „Skrypa MX” Skrypniczenka − gitara, wokal, Uładzimir „Wula” Zarubkin − wokal, Siarhiej „Siery” − gitara basowa, Leanid Patent − perkusja. W ciągu lat w grupie występowali następujący muzycy: Alaksandr „Cimocha” Cimoszczanka − gitara, wokal (1991−1993), Dzianis „Alisa” Borbuch (1992−1993), Uładzimir Mulawin młodszy (1993), Jauhien „Ryży” Sobaleu (1989−1992), Aleh „Paganini” Uscinowicz (1994, wcześniej w grupie Y.Y.Y.), Wadzim „Wad” Jurewicz (1993−1994), Juryj „Grundge” Kasjanau (1994−1997), Pawieł Zaruczeuski (2002) – wszyscy gitara basowa, Siarhiej Rażnou (1992–1993), Wiktar Litwinouski (1993−1994), Chatab (1994), Cypryjan „Cypryk” Natowicz (1995−2000), Jonas Butkevičius (2000, 2004) − wszyscy perkusja, Dominykas „Hilep” Antanauskas − gitara basowa, wiolonczela, instrumenty dęte (1995−2000), Alaksandr Pamidorau − wokal (2002). Na początku 2005 roku grupa składała się z Siarhieja Skrypniczenki, Andreja Saponienki − perkusja (jednocześnie w zespole P.L.A.N.), Kanstancina Kalesnikaua − gitara basowa (od 2003 roku, jednocześnie w zespołach IQ48 i Paru rublej), Maryi „Jar” Łahodzicz − wokal, Pawła Janouskiego − gitara (jednocześnie w zespole Paru rublej), Wolhi Samusik − wokal (od 2007 roku, jednocześnie w zespole Tarpach).
Repertuar grupy opiera się na białoruskojęzycznych piosenkach autorstwa Siarhieja Skrypniczenki. Zespół występował na festiwalu „Basowiszcza” w Gródku k. Białegostoku (2004, 2005, 2006).

## Twórczość

### Albumy studyjne
- 1993 — „Szyba 48”
- 1993 — „Stotis”
- 1994 — „Stan halucynacyji”
- 1994 — „Der Dritte Krieg”
- 1998 — „Kambinat”
- 2000 — „Caesar Maximilianus”
- 2003 — „Contrabanda” (nagrany w 1990)
- 2004 — „Kajin”
- 2007 — „Distortion”
- 2014 — „Agromegapolis”

### Kompilacje[2]
- 1999 — „Wolnyja tancy − słuchaj swajo” piosenka „Alarm”
- 2001 — „Serca Europy in rock” piosenka „Nowe sytuacje” (cover Republiki)
- 2002 — „Hardcore manija: czadu!” piosenka „Palicejski sex”
- 2004 — „Hienerały ajczynnaha roku” piosenka „Kazarma”[1]
- 2004 — „Hard Life Heavy Music III — Metallection” piosenka „Contrabanda”
- 2005 — „Premjer Tuzin 2005” piosenka „Ljakarnja”
- 2007 — „Premjer Tuzin 2007” piosenka „Nie Hljadzi...” (format MP3)
- 2008 — „Festywalny Ruch Biełarusi” piosenka „U Padarožžy”
- 2009 — „Budzma The Best Rock” piosenka „Tvoj son”